# Michael Potts
Michael Potts (New York, 21 settembre 1962) è un attore e cantante statunitense.

## Biografia
Ha recitato a Broadway nei musical Lennon (2004), Grey Gardens (2006-2007), The Book of Mormon (2011-2014) e The Prom (2018-2019) e ha vinto un Obie Award. Nel 2014 è nel cast principale della serie televisiva HBO True Detective nel ruolo del detective Maynard Gilbough.

## Filmografia parziale

### Cinema
- Hackers, regia di Iain Softley (1995)
- The Peacemaker, regia di Mimi Leder (1997)
- Ipotesi di complotto (Conspiracy Theory), regia di Richard Donner (1997)
- Qui e ora (Here and Now), regia di Fabien Constant (2018)
- Ma Rainey's Black Bottom, regia di George C. Wolfe (2020)
- Rustin, regia di George C. Wolfe (2023)
- The Piano Lesson, regia di Malcolm Washington (2024)
- Highest 2 Lowest, regia di Spike Lee (2025)

### Televisione
- NYPD - New York Police Department (NYPD Blue) – serie TV, 1 episodio (1996)
- Law & Order - I due volti della giustizia (Law & Order) – serie TV, 4 episodi (1997-2010)
- Cosby – serie TV, 1 episodio (1999)
- Oz – serie TV, 1 episodio (2001)
- The Wire – serie TV, 7 episodi (2003-2004)
- Flight of the Conchords – serie TV, 1 episodio (2009)
- Bored to Death - Investigatore per noia (Bored to Death) – serie TV, 1 episodio (2009)
- Damages – serie TV, 3 episodi (2010)
- Law & Order - Unità vittime speciali (Law & Order: Special Victims Unit) – serie TV, 6 episodi (2012-2016)
- Royal Pains – serie TV, 1 episodio (2012)
- Nurse Jackie - Terapia d'urto (Nurse Jackie) – serie TV, 2 episodi (2013)
- Blue Bloods – serie TV, 1 episodio (2014)
- True Detective – serie TV, 8 episodi (2014)
- White Collar – serie TV, 1 episodio (2014)
- Allegiance – serie TV, 2 episodi (2015)
- Gotham – serie TV, 3 episodi (2015)
- Show Me a Hero – serie TV, 5 episodi (2015)
- Person of Interest – serie TV, 2 episodi (2015-2016)
- BrainDead - Alieni a Washington (BrainDead) – serie TV, 1 episodio (2016)
- Madam Secretary – serie TV, 3 episodi (2016)
- The Blacklist – serie TV, 1 episodio (2017)
- Taken – serie TV, 1 episodio (2018)
- Elementary – serie TV, 1 episodio (2018)
- She's Gotta Have It – serie TV, 1 episodio (2019)
- Lincoln Rhyme - Caccia al collezionista di ossa (Lincoln Rhyme: Hunt for the Bone Collector) – serie TV, 1 episodio (2020)
- God Friended Me – serie TV, 1 episodio (2020)
- Prodigal Son – serie TV, 2 episodi (2021)
- The First Lady – serie TV, 6 episodi (2022)
- Bull – serie TV, episodio 6x18 (2022)

### Doppiaggio
- Thomas Jefferson, regia di Ken Burns (1997)

## Teatro (parziale)
- I rivali di Richard Brinsley Sheridan. Williamstown Theatre Festival di Williamstown (1998)
- Le armi e l'uomo di George Bernard Shaw. Gramercy Theatre di New York (2000)
- Pene d'amor perdute di William Shakespeare. The Old Globe di San Diego (2000)
- Romeo e Giulietta di William Shakespeare. Ahmanson Theatre di Los Angeles (2001)
- La dodicesima notte di William Shakespeare. Delacorte Theater di New York (2002)
- I Persiani di Eschilo. National Actors Theatre di New York (2003)
- Edipo re di Sofocle. American Repertory Theatre di Cambridge, MA (2004)
- Grey Gardens, libretto di Doug Wright e Michael Korie, colonna sonora di Scott Frankel. Walter Kerr Theatre di Broadway (2006)
- Riccardo III di William Shakespeare. Classic Stage Company di New York (2007)
- La tempesta di William Shakespeare. Classic Stage Company di New York (2008)
- The Intelligent Homosexual's Guide to Capitalism and Socialism with a Key to the Scriptures di Tony Kushner. Guthrie Theatre di Minneapolis (2009)
- The Book of Mormon, libretto e colonna sonora di Trey Parker, Robert Lopez e Matt Stone. Eugene O'Neill Theatre di Broadway (2011)
- Piccola città di Thornton Wilder. Bratton Theatre di Chautauqua (2015)
- Madre Coraggio e i suoi figli di Bertolt Brecht. Classic Stage Company di New York (2016)
- Jitney di August Wilson. Samuel J. Friedman Theatre di Broadway (2016)
- 1984 da George Orwell. Hudson Theatre di Broadway (2018)
- Arriva l'uomo del ghiaccio di Eugene O'Neill. Bernard B. Jacobs Theatre di Broadway (2018)
- The Prom, libretto di Bob Martin e Chad Beguelin, colonna sonora di Matthew Sklar. Longacre Theatre di Broadway (2019)
- The Piano Lesson di August Wilson. Ethel Barrymore Theatre di Broadway (2022)

## Doppiatori italiani
Nelle versioni in italiano delle opere in cui ha recitato, Michael Potts è stato doppiato da:
- Stefano Mondini in Law & Order - Unità vittime speciali (st. 15, 17), White Collar, The Piano Lesson
- Carlo Valli in The First Lady, Rustin
- Fabrizio Pucci in The Wire
- Alberto Angrisano in Law & Order - Unità vittime speciali (ep. 14x02)
- Massimo Bitossi in True Detective
- Paolo Maria Scalondro in Blue Bloods
- Paolo Marchese in Ma Rainey's Black Bottom
- Lucio Saccone in Bull